# 志賀の陣
志賀の陣（しがのじん）は、元亀元年（1570年）9月16日から12月17日にかけて発生した、織田信長と浅井長政、朝倉義景、比叡山延暦寺の戦いをいう。
また、この戦いに付随して発生した六角義賢ら反織田勢力の動きも併せて解説する。

## 経緯
永禄11年（1568年）、織田信長は足利義昭を奉じて上洛し、義昭を征夷大将軍に就けることに成功した。これにより、室町幕府は一時的に再興されることになった。将軍の後見人という立場となった信長は、かねてより良好な関係ではなかった朝倉義景との対立を深め、元亀元年（1570年）4月20日に義景の領国たる越前へ侵攻したが、盟友・義弟の浅井長政が朝倉方についたことにより撤退（金ヶ崎の戦い）。だが、約2ヶ月後の6月28日に発生した姉川の戦いでは浅井・朝倉連合軍に打撃を与えることに成功した。
一方、足利義昭とかねてより敵対していた三好三人衆は8月20日になって摂津の野田城、福島城に拠って挙兵した。信長はこの挙兵に対して天王寺に出陣し、付け城を築くと共に香西佳清と三好為三を寝返らせて有利に戦いを進めていた。しかし、その途中の9月14日になって石山本願寺法主顕如が蜂起したことにより、戦況は予断を許さなくなり、信長は摂津戦線に釘付けにされることになった。この戦いを野田・福島の戦いという。
こうして摂津戦線で信長が釘付けとなっていることを奇貨として、浅井長政、朝倉義景は京都に向けて押し出すべく、手薄な琵琶湖西岸を南下したことにより、志賀の陣は始まった。

## 戦闘経過

### 坂本の戦い
琵琶湖西岸方面における織田方の重要拠点は坂本のやや南にある宇佐山城であり、ここは森可成ら1000人余りが守っていた。可成は浅井・朝倉勢接近の報を聞き、500の兵を率いて宇佐山城のやや北、坂本口に出陣して周辺の街道を封鎖して志賀や穴太に伏兵を配し、9月16日には浅井・朝倉軍と小規模な戦闘を行って幾人かの首を獲る勝利を収めた。その後に信長の弟・信治、近江国衆・青地茂綱など2000の兵が救援として駆けつけ坂本の守勢に加わっている。
しかし、19日になると顕如の要請を受けた坂本里坊、延暦寺の僧兵達も攻め手に加わった。西の僧兵と北の浅井・朝倉軍ら総勢3万の兵から挟み撃ちを受ける形となり、森可成、織田信治、青地茂綱ら3将は奮戦するも、20日に討死してしまった。主将を失った宇佐山城も連合軍の攻撃を受けるが寡兵ながら士気は高く可成の家臣各務元正、肥田直勝などが中心となって抗戦し落城は免れた。

### 織田勢主力の転進と比叡山籠城
しかし、織田方の防衛線を破ることには成功した浅井・朝倉勢は粘る宇佐山城攻略を諦め大津へ進軍。21日には醍醐、山科まで侵攻し、京都まで迫った。
22日になって、信長のもとに「浅井・朝倉勢が織田方の防衛線を突破し京都に迫っている」という知らせが届いた。信長は京が浅井・朝倉勢の手に落ちた時の政治的影響を考え、摂津戦線から撤退することを決断した。
23日には柴田勝家と和田惟政を殿とし、京都に撤退した。途中、淀川の下流の江口で、一揆勢が蜂起して船を隠してしまったが、信長は川を上流から下流まで見て回り、浅い部分を渡るよう指示し、無事に渡ることができた。その日は本能寺に宿泊したようである。
一方、信長が転進してきたことを知った浅井・朝倉勢は比叡山へ後退した。浅井・朝倉軍は延暦寺の支援のもと、比叡山に籠城することになった。
9月24日、信長は逢坂を越え、坂本まで来て比叡山を包囲した。信長は比叡山延暦寺に対して、「織田方につくならば織田領の荘園を回復するが、それができないなら中立を保ってほしい。もし浅井・朝倉方につくならば焼き討ちにする」と通告したが、延暦寺からの返事はなかった。

### 長引く包囲戦
延暦寺が浅井・朝倉勢の味方をしたことにより、織田軍は早期決戦を行うことができなくなり、明智光秀、佐久間信盛を主将として美濃・近江の国衆を中心に比叡山を包囲することになった。この間も摂津では三好三人衆が活動しており、長引く不利を悟った信長は包囲が1ヶ月に及んだ10月20日になって菅屋長頼を使者を立てて義景に決戦を促したが、黙殺されたという。同日、浅井・朝倉勢は布陣していた青山から京都に下り、一乗寺など辺り一帯を放火して廻り、幕府奉公衆が防戦している。
信長が比叡山包囲のため、身動きがとれなくなっていることを知った各地の反織田勢力はこの機に一気に挙兵することになった。信長が上洛戦で破った六角義賢が近江の一向門徒と共に南近江で挙兵し、美濃と京都の交通を遮断したほか、伊勢長島では顕如の檄を受けた願証寺の門徒が一向一揆を起こしている。また、三好三人衆は野田城・福島城から打って出て京都を窺っているが、これは和田惟政が食い止めている。
この時、木下藤吉郎、丹羽長秀は琵琶湖東岸の横山城で浅井軍が東岸を南下しないように守備していたが、一揆勢が美濃と京都の交通を遮断したことに対してこれを回復すべく11月上旬に出陣している。木下、丹羽の両勢は11月16日までに六角軍や一揆勢を破って交通を回復させたようである。また10月初旬に近江へ到着し、瀬田・草津間に展開した徳川家の援軍も、六角勢と繰り返し戦闘を行っていた。しかし、情勢は悪化する一方であり、21日には長島門徒の攻撃を受けた尾張小木江城で信長の弟信興が討死している。
一方、4月の織田軍の越前侵攻の際、旧武田家臣の大半が信長のもとに参集し、一旦、織田の勢力下に入った若狭には、10月に入り朝倉軍の別働隊が侵入し遠敷郡まで進んだ。朝倉軍の侵攻により、山県秀政、粟屋右京亮、武藤友益らが朝倉方へ寝返り、小浜では親朝倉勢力の武田信方による統治が開始される。しかし、粟屋勝久ら親織田勢力も残っており、若狭では両勢力による戦いが朝倉氏滅亡まで繰り返されることとなる。
その一方で、織田軍との戦いに敗れた六角氏は11月には信長と和睦して戦線を離脱した（朝倉義景への弁明を記した11月26日付の六角義賢の書状が伝わっている）。

### 堅田の戦い
25日になって堅田の猪飼昇貞・居初又次郎・馬場孫次郎が織田方に内通したので、信長は坂井政尚・安藤右衛門佐・桑原平兵衛ら1千の兵を堅田の砦に侵入させ、防備を固めることで西近江の物流の差し押さえを狙った。
しかし、朝倉軍も素早く坂井の堅田入りを察知し、翌26日には朝倉景鏡・前波景当や一向宗門徒らが比叡山より下って堅田に攻め寄せた。
坂井の軍は堅田を囲まれ孤立したが、前波景当を返り討ちにするなどしたものの、結局は織田軍は壊滅し坂井政尚らは戦死。猪飼らは堅田を捨てて船で琵琶湖を渡って逃走し、この試みは失敗に終わっている。

### 講和
11月末になり、包囲は2ヶ月に及んだが依然として比叡山に籠る浅井・朝倉軍は降伏する様子を見せなかった。しかし、信長は反織田の勢力が連なるのを問題視し、11月30日、朝廷と足利義昭を動かして講和を画策した。一方の義景も豪雪により比叡山と本国の越前の連絡が断たれるという問題があり、継戦に不安を持っていた。
そのため、12月13日になって朝廷と義昭の仲介を受け入れ、信長との講和に同意した。
翌14日、織田軍は勢田まで撤退し、浅井・朝倉軍はほぼ3ヶ月ぶりに高島を通って帰国、ここに志賀の陣は終了した。
12月に信長が義景に送った起請文には「上意のため」という足利義昭の関与を示す文言はあるが、天皇を示す文言は見当たらない。これは勅命の対象が延暦寺だけに限定されていたといえる。また、織田と朝倉の和睦にもかかわらず、延暦寺、浅井、本願寺についての条項が含まれており、元亀争乱での反信長陣営の領袖が義景であったことを示している。

## 結果と影響
信長は拠点は守りきったものの、当初の目的である野田・福島攻めを中断された上、弟の信治・信興や家臣の森可成、坂井政尚といった武将を失う結果に終わった。一方の義景は、信長を追い込みながら、豪雪のために撤退することになり、領土を得ることはできなかった。また、延暦寺はこの戦いにおいて信長の通告を無視して浅井・朝倉方についたことが翌年の比叡山焼き討ちにつながることになる。なお、近江守護であった六角義賢が近江の守護所である観音寺城を奪還できないまま信長と和睦したことで、大名としての六角氏は事実上滅亡したとする評価もある（六角義賢は以後も反信長の兵を挙げるがその勢力は程なく消滅する）。
この戦いの隙をついて各地で反織田の挙兵があったこと、そして足利義昭が信長の影響下から脱そうとしてこれらの勢力を糾合し信長包囲網を敷いたことにより、以後信長はこの包囲網と戦うことを余儀なくされた。この状況は元亀4年（1573年）4月に包囲網の一角を担った武田信玄が病死するまで続くことになる。